# Sphaerocera dissecta
Sphaerocera dissecta är en tvåvingeart som beskrevs av Richards 1965. Sphaerocera dissecta ingår i släktet Sphaerocera och familjen hoppflugor. Inga underarter finns listade i Catalogue of Life.